# Русско-Тишковский сельский совет
Русско-Тишковский сельский совет — входит в состав Харьковского района Харьковской области Украины.
Административный центр сельского совета находится в селе Русские Тишки.

## История
- 1920 — дата образования.

## Населённые пункты совета
- село Русские Тишки
- село Петровка
- село Украинское
- село Черкасские Тишки